# Kerrichia nepalensis
Kerrichia nepalensis là một loài tò vò trong họ Ichneumonidae.